# Coura (Paredes de Coura)
Coura ist eine Gemeinde (Freguesia) im nordportugiesischen Kreis Paredes de Coura. In ihr leben 330 Einwohner (Stand 19. April 2021). 